# Харбалах
Харбала́х (от як. Харба — болото, калужница болотная) — село в Таттинском улусе (районе) Республики Саха (Якутия) России. Административный центр и единственный населённый пункт Средне-Амгинского наслега. Население — 958 чел. (2021), большинство — якуты .

## История
Основан 29 декабря 1963 года постановлением ОК КПСС и Совета Министров ЯАССР «О перспективном развитии колхоза „Коммунизм“ Алексеевского производственого управления».

## Этимология
Село Харбалах получило своё название благодаря одноимённому озеру, которое находится на её территории.

## Климат
Как и для всей территории республики, в селе Харбалах характерна резкая континентальность, которая проявляется в очень низких зимних и высоких летних температурах воздуха, в малом количестве атмосферных осадков, выпадающих главным образом в тёплый период года.
| Январь | Февраль | Март  | Апрель | Май | Июнь | Июль | Август | Сентябрь | Октябрь | Ноябрь | Декабрь |
| -45,7  | -38,5   | -24,4 | -9     | 5,1 | 14,1 | 17,4 | 13,6   | 4,7      | -9,8    | -31,2  | -42,3   |

Средняя годовая температура: −12,2 °C.
Абсолютный максимум: 38 °C
Абсолютный минимум: −66 °C

## Население
| 2002 | 2010  | 2011  | 2012  | 2013 | 2014 | 2015  |
| ---- | ----- | ----- | ----- | ---- | ---- | ----- |
| 1103 | ↘1081 | ↘1080 | ↘1037 | ↘985 | ↘979 | ↗1008 |
| 2016 | 2017  | 2018  | 2019  | 2020 | 2021 |       |
| ↘976 | ↗987  | ↘985  | ↘959  | ↗976 | ↘958 |       |

Национальный состав
Большинство жителей якуты.
Согласно результатам переписи 2002 года, в национальной структуре населения якуты составляли 82 % от общей численности населения в 1103 чел..

## Предприятия и инфраструктура села
- Школа имени Николая Егоровича Мординова — Амма Аччыгыйа
- Детская музыкальная школа
- Детский сад «Кэскил»
- Профтехлицей
- СПТУ № 18
- Дом культуры
- Библиотека
- Участковая больница
- Отделение Почты России
- Сбербанк
- АТС
- ОАО «Телен»
- АЗС
- Пожарное депо